# Свободное падение (фильм, 2001)
«Свободное падение» (фр. L’Aîné des Ferchaux) — французский телевизионный фильм, снятый по роману Жоржа Сименона «Дело Фершо».

## Сюжет
Индустриального магната Поля Фершо (Жан-Поль Бельмондо), собирающегося построить плотину в одной африканской стране, подставляют конкуренты накануне заключения контракта. Его младший брат Жиль попадает в тюрьму, и Поль, не дожидаясь ареста, решает бежать из страны. Он нанимает нового секретаря, Майка Моде, и едет в Южную Америку. Там, поселившись в глухом местечке, он начинает обдумывать план мести. Однако его секретарь тоже строит планы…

## В ролях
| Актёр              | Роль       |
| ------------------ | ---------- |
| Жан-Поль Бельмондо | Поль Фершо |
| Сами Насери        | Майк Моде  |
| Жюли Депардьё      | Лина       |
| Сильвия Мунт       | Мод Лернер |

## Интересные факты
- Первую экранизацию романа снял Жан-Пьер Мельвиль в 1963 году («Старший Фершо»). Роль Майка Моде в ней сыграл Жан-Поль Бельмондо.
- В оригинале оба фильма — 1963 и 2001 годов — называются одинаково: «Старший Фершо» («L’Aîné des Ferchaux»).
- В телевизионный фильм Бернара Стора вошли все сцены из романа, которые Мельвиль предпочёл убрать.